# ميلان أوبرادوفيتش
ميلان أوبرادوفيتش (بالصربية: Милан Обрадовић)‏ (3 أغسطس 1977 ببلغراد في صربيا - ) هو مدرب كرة قدم ولاعب كرة قدم صربي في مركز الدفاع. شارك مع منتخب صربيا تحت 21 سنة لكرة القدم ومنتخب صربيا والجبل الأسود لكرة القدم. أما مع النوادي، فقد لعب مع أرسنال كييف وبوروسيا مونشنغلادباخ ولوكوموتيف موسكو ونادي أو إف كيه بيوغراد ونادي بارتيزان ونادي ميتاليست خاركيف ونادي أوبليتش وFK Radnički Beograd ‏ ونادي أكراتيتوس ‏.

## مسيرته الكروية
لعب ميلان أوبرادوفيتش خلال مسيرته الاحترافية مع 9 أندية في اثنين وعشرين موسمًا وسجل خلالها 13 هدفًا ضمن 333 مباراة. حيث فاز في موسم واحد بالكأس وفي موسم واحد بالدوري.
خاض ميلان أوبرادوفيتش مسيرته مع FK Radnički Beograd ‏ في موسم 1995–96 في المرة الأولى واستمر معه طيلة ثلاثة مواسم ثم في موسم 2004–05 لمدة موسم واحد، مشاركًا طوالها في 41 مباراة سجل خلالها هدفين. ثم انتقل إلى نادي أوبليتش في موسم 1998–99 واستمر معه طيلة ثلاثة مواسم، حيث شارك في 53 مباراة سجل خلالها هدفين أيضًا. لينتقل بعدها إلى نادي لوكوموتيف موسكو في موسم 2001 واستمر معه طيلة ثلاثة مواسم، مشاركًا في 32 مباراة سجل خلالها هدفًا واحدًا. ثم انتقل إلى نادي بوروسيا مونشنغلادباخ في موسم 2003–04 لمدة موسم واحد، مشاركًا في 8 مباريات ولم يسجل أي هدف. هذا وانتقل لاحقًا إلى نادي أكراتيتوس ‏ في موسم 2005–06 لمدة موسم واحد، مشاركًا في 14 مباراة ولم يسجل أي هدف أيضًا. ثم انتقل بعدها إلى نادي ميتاليست خاركيف في موسم 2006–07 ليلعب معه سبعة مواسم، مشاركًا في 147 مباراة سجل خلالها 7 أهداف. ليعود وينتقل من جديد، لكن هذه المرة إلى نادي أرسنال كييف في موسم 2012–13 لمدة موسم واحد، مشاركًا في 11 مباراة ولم يسجل أي هدف. لينتقل بعدها إلى نادي بارتيزان في موسم 2013–14 لمدة موسم واحد، مشاركًا في 22 مباراة سجل خلالها هدفًا واحدًا. ثم لعب في نادي أو إف كيه بيوغراد في موسم 2014–15 لمدة موسم واحد، مشاركًا في 5 مباريات ولم يسجل أي هدف.

## وصلات خارجية
- ميلان أوبرادوفيتش على موقع الاتحاد الأوربي (الإنجليزية)
- ميلان أوبرادوفيتش على موقع اتحاد أوكرانيا (الإنجليزية)
- ميلان أوبرادوفيتش على موقع قاعدة بيانات كرة القدم.إي يو (الإنجليزية)
- ميلان أوبرادوفيتش على موقع ناشيونال فوتبول تيمز (الإنجليزية)
- ميلان أوبرادوفيتش على موقع Soccerway.com (الإنجليزية)
- ميلان أوبرادوفيتش على موقع عالم كرة القدم.نت (الإنجليزية)